# لوتي موالي
لوتي موالي (بالإنجليزية: Lottie Mwale) مواليد 14 أبريل 1952 في كيتوي، رودسيا الشمالية - الوفاة 18 أكتوبر 2005 في لوساكا، كان ملاكم محترف زامبي صنّف ضمن فئة الوزن الثقيل بدأ مسيرته الاحترافية سنة 1977. حقق الميدالية الذهبية في دورة ألعاب الكومنولث البريطانية 1974.

## المسيرة الاحترافية
من نزالاته:
- خسر أمام فيرجيل هيل بالضربة القاضية (1992/04/11).
- خسر أمام إدي مصطفى محمد بالضربة القاضية (1982/10/02).
- خسر أمام ماثيو سعد محمد بالضربة القاضية (1980/11/28).

## إحصائيات
خاض خلال مسيرته 53 نزالا، فاز في 44 ولم يتعادل وخسر في 9. فاز بالضربة القاضية في 34 نزالا.

## الميداليات
| الميدالية | المسابقة                             |
| --------- | ------------------------------------ |
| ذهبية     | دورة ألعاب الكومنولث البريطانية 1974 |

## روابط خارجية
- لوتي موالي على موقع بوكس ريك (الإنجليزية) (registration required)
- لوتي موالي على موقع أوليمبيديا (الإنجليزية)